# Bagnoli di Sopra (vignoble)
Le Bagnoli di Sopra  est un vignoble italien de la région Vénétie doté d'une appellation DOC depuis le 16 août 1995. Seuls ont droit à la DOC les vins récoltés à l'intérieur de l'aire de production définie par le décret. 

## Aire de production
Les vignobles autorisés se situent en province de Padoue dans les communes de Agna, Arre, Bagnoli di Sopra, Battaglia Terme, Bovolenta, Candiana, Due Carrare, Cartura, Conselve, Monselice, Pernumia, San Pietro Viminario, Terrassa Padovana et Tribano. 
Le vignoble Colli Euganei est à quelques kilomètres.

## Cépages
Les cépages les plus importants sont : 
- Cabernet franc,
- Cabernet-sauvignon
- Carménère
- Merlot
- Raboso piave
- Raboso veronese
- Chardonnay
- Tocai friulano
- Sauvignon blanc

## Appellations
Sous l’appellation, les vins suivants sont autorisés :
- Bagnoli di Sopra Cabernet
- Bagnoli di Sopra Cabernet classico
- Bagnoli di Sopra Cabernet riserva
- Bagnoli di Sopra Friularo
- Bagnoli di Sopra Friularo classico
- Bagnoli di Sopra Friularo riserva
- Bagnoli di Sopra Friularo vendemmia tardiva
- Bagnoli di Sopra Merlot
- Bagnoli di Sopra Merlot classico
- Bagnoli di Sopra Merlot riserva
- Bagnoli di Sopra bianco
- Bagnoli di Sopra bianco classico
- Bagnoli di Sopra passito
- Bagnoli di Sopra rosato
- Bagnoli di Sopra rosato classico
- Bagnoli di Sopra rosso
- Bagnoli di Sopra rosso classico
- Bagnoli di Sopra rosso riserva
- Bagnoli di Sopra spumante